# Liste der Nummer-eins-Hits in Belgien (2008)
Dies ist eine Liste der Nummer-eins-Hits in Belgien im Jahr 2008. Für die niederländischsprachigen Landesteile (Flandern) und die französischsprachigen Landesteile (Wallonie) werden getrennte Charts ermittelt. Veröffentlicht werden die Charts von Ultratop, das auf Initiative der Belgian Entertainment Association (BEA), der Vereinigung der Musik-, Film- und Spieleindustrie des Landes, entstanden ist.

## Flandern

### Singles
| ← 2007 ← | Liste der Nummer-eins-Hits in Belgien (Flandern) | Liste der Nummer-eins-Hits in Belgien (Flandern) | Liste der Nummer-eins-Hits in Belgien (Flandern)                                                                                              | 2009 → |
| \| Zeitraum \| Wo. ges. \| Interpret \| Titel Autor(en) \| Zusätzliche Informationen \| \| (Zeitraum, Wochen auf Platz eins, Interpret, Titel, Autor[en], zusätzliche Informationen) \| \| \| \| \| \| ----------------------------------------------------------------------------------------- \| -------- \| ------------------------------------------- \| --------------------------------------------------------------------------------------------------------------------------------------------- \| --------------------------------------------------------------------------------------------------------------------------------------------------------------------------------------------------------------------------------------------------------------------------- \| \| 15. Dezember 2007 – 8. Februar 2008 8 Wochen \| 8 \| Rihanna \| Don’t Stop the Music Michael J. Jackson, Frankie Storm, Tor Erik Hermansen, Mikkel Storleer Eriksen \| – \| \| 9. Februar 2008 – 28. März 2008 7 Wochen \| 7 \| Leona Lewis \| Bleeding Love Ryan B. Tedder, Jesse McCartney \| – \| \| 29. März 2008 – 11. April 2008 2 Wochen \| 2 \| Ishtar \| O julissi na jalini Michel Vangheluwe \| Das Lied ist der belgische Beitrag zum Eurovision Song Contest 2008, der allerdings das Halbfinale nicht überstand. \| \| 12. April 2008 – 18. April 2008 1 Woche \| 1 \| Christoff \| Een ster Nikolaus Presnik; niederländischer Text: Christoff De Bolle \| Die belgische Version des deutschen Superschlagers Ein Stern der deinen Namen trägt erreicht auch im Nachbarland die Chartspitze. Christoff De Bolle hatte zwar noch 10 weitere Top-10-Hits und mehrere Nummer-1-Alben, aber das Lied war seine einzige Single-Nummer-eins. \| \| 19. April 2008 – 25. April 2008 1 Woche \| 1 \| Laura Lynn & Frans Bauer \| Al duurt de nacht tot morgenvroeg Emile Hartkamp, Norus Padidar \| – \| \| 26. April 2008 – 6. Juni 2008 6 Wochen \| 6 \| Madonna feat. Justin Timberlake & Timbaland \| 4 Minutes Floyd Nathaniel Hills, Madonna Louise Ciccone, Timothy Z. Mosley, Justin R. Timberlake \| – \| \| 7. Juni 2008 – 20. Juni 2008 2 Wochen \| 2 \| Estelle feat. Kanye West \| American Boy William Adams, Keith Harris, Joshua Lopez, Caleb Speir, John Roger Stephens, Estelle Swaray, Kanye O. West, Kweliebon Washington \| – \| \| 21. Juni 2008 – 27. Juni 2008 1 Woche \| 1 \| Laurent Wolf feat. Eric Carter \| No Stress Musik: Jeremy Salomon Roger Znaty, Laurent Wolf; Text: Jean Clair Eric Rima \| – \| \| 28. Juni 2008 – 12. September 2008 11 Wochen \| 11 \| Amy Macdonald \| This Is the Life Amy Elizabeth Macdonald \| – \| \| 13. September 2008 – 10. Oktober 2008 4 Wochen (insgesamt 5) \| 5 \| Katy Perry \| I Kissed a Girl Max Martin, Lukasz Gottwald, Katy Perry, Cathy Dennis \| – \| \| 11. Oktober 2008 – 17. Oktober 2008 1 Woche \| 1 \| Rihanna \| Disturbia Musik: Brian Kennedy Seals; Text: Christopher Maurice Brown, Andre Darrell Merritt, Robert L. Allen \| – \| \| 18. Oktober 2008 – 24. Oktober 2008 1 Woche (insgesamt 5) \| 5 \| Katy Perry \| I Kissed a Girl Max Martin, Lukasz Gottwald, Katy Perry, Cathy Dennis \| – \| \| 25. Oktober 2008 – 7. November 2008 2 Wochen \| 2 \| Milow \| Ayo Technology Nathaniel Floyd Hills, Curtis James Jackson, Timothy Z. Mosley, Justin R. Timberlake \| – \| \| 8. November 2008 – 19. Dezember 2008 6 Wochen \| 6 \| Guru Josh Project \| Infinity 2008 Paul Dudley Walden \| – \| \| 20. Dezember 2008 – 26. Dezember 2008 1 Woche \| 1 \| Britney Spears \| Womanizer Nikeshia Michelle Briscoe, Rapheal Akinyemi \| – \| \| 27. Dezember 2008 – 30. Januar 2009 5 Wochen \| 5 \| Tom Helsen & Geike Arnaert \| Home Tom Georges M. Helsen \| – \| |                                                  |                                                  | | |
| ← 2007 |                                                  |                                                  | | → 2009 → |
| Zeitraum | Wo. ges.                                         | Interpret                                        | Titel Autor(en) | Zusätzliche Informationen |
| (Zeitraum, Wochen auf Platz eins, Interpret, Titel, Autor[en], zusätzliche Informationen) |                                                  |                                                  | | |
| 15. Dezember 2007 – 8. Februar 2008 8 Wochen | 8                                                | Rihanna                                          | Don’t Stop the Music Michael J. Jackson, Frankie Storm, Tor Erik Hermansen, Mikkel Storleer Eriksen                                           | – |
| 9. Februar 2008 – 28. März 2008 7 Wochen | 7                                                | Leona Lewis                                      | Bleeding Love Ryan B. Tedder, Jesse McCartney                                                                                                 | – |
| 29. März 2008 – 11. April 2008 2 Wochen | 2                                                | Ishtar                                           | O julissi na jalini Michel Vangheluwe | Das Lied ist der belgische Beitrag zum Eurovision Song Contest 2008, der allerdings das Halbfinale nicht überstand. |
| 12. April 2008 – 18. April 2008 1 Woche | 1                                                | Christoff                                        | Een ster Nikolaus Presnik; niederländischer Text: Christoff De Bolle                                                                          | Die belgische Version des deutschen Superschlagers Ein Stern der deinen Namen trägt erreicht auch im Nachbarland die Chartspitze. Christoff De Bolle hatte zwar noch 10 weitere Top-10-Hits und mehrere Nummer-1-Alben, aber das Lied war seine einzige Single-Nummer-eins. |
| 19. April 2008 – 25. April 2008 1 Woche | 1                                                | Laura Lynn & Frans Bauer                         | Al duurt de nacht tot morgenvroeg Emile Hartkamp, Norus Padidar                                                                               | – |
| 26. April 2008 – 6. Juni 2008 6 Wochen | 6                                                | Madonna feat. Justin Timberlake & Timbaland      | 4 Minutes Floyd Nathaniel Hills, Madonna Louise Ciccone, Timothy Z. Mosley, Justin R. Timberlake                                              | – |
| 7. Juni 2008 – 20. Juni 2008 2 Wochen | 2                                                | Estelle feat. Kanye West                         | American Boy William Adams, Keith Harris, Joshua Lopez, Caleb Speir, John Roger Stephens, Estelle Swaray, Kanye O. West, Kweliebon Washington | – |
| 21. Juni 2008 – 27. Juni 2008 1 Woche | 1                                                | Laurent Wolf feat. Eric Carter                   | No Stress Musik: Jeremy Salomon Roger Znaty, Laurent Wolf; Text: Jean Clair Eric Rima                                                         | – |
| 28. Juni 2008 – 12. September 2008 11 Wochen | 11                                               | Amy Macdonald                                    | This Is the Life Amy Elizabeth Macdonald | – |
| 13. September 2008 – 10. Oktober 2008 4 Wochen (insgesamt 5) | 5                                                | Katy Perry                                       | I Kissed a Girl Max Martin, Lukasz Gottwald, Katy Perry, Cathy Dennis                                                                         | – |
| 11. Oktober 2008 – 17. Oktober 2008 1 Woche | 1                                                | Rihanna                                          | Disturbia Musik: Brian Kennedy Seals; Text: Christopher Maurice Brown, Andre Darrell Merritt, Robert L. Allen                                 | – |
| 18. Oktober 2008 – 24. Oktober 2008 1 Woche (insgesamt 5) | 5                                                | Katy Perry                                       | I Kissed a Girl Max Martin, Lukasz Gottwald, Katy Perry, Cathy Dennis                                                                         | – |
| 25. Oktober 2008 – 7. November 2008 2 Wochen | 2                                                | Milow                                            | Ayo Technology Nathaniel Floyd Hills, Curtis James Jackson, Timothy Z. Mosley, Justin R. Timberlake                                           | – |
| 8. November 2008 – 19. Dezember 2008 6 Wochen | 6                                                | Guru Josh Project                                | Infinity 2008 Paul Dudley Walden | – |
| 20. Dezember 2008 – 26. Dezember 2008 1 Woche | 1                                                | Britney Spears                                   | Womanizer Nikeshia Michelle Briscoe, Rapheal Akinyemi                                                                                         | – |
| 27. Dezember 2008 – 30. Januar 2009 5 Wochen | 5                                                | Tom Helsen & Geike Arnaert                       | Home Tom Georges M. Helsen | – |

### Alben
| ← 2007 ← | Liste der Nummer-eins-Hits in Belgien (Flandern) | Liste der Nummer-eins-Hits in Belgien (Flandern) | Liste der Nummer-eins-Hits in Belgien (Flandern) | 2009 →                    |
| \| Zeitraum \| Wo. ges. \| Interpret \| Titel \| Zusätzliche Informationen \| \| (Zeitraum, Wochen auf Platz eins, Interpret, Titel, zusätzliche Informationen) \| \| \| \| \| \| ------------------------------------------------------------------------------ \| -------- \| ------------------------------------------- \| ----------------------------------------- \| ------------------------- \| \| 10. Dezember 2007 – 15. Februar 2008 9 Wochen \| 9 \| Clouseau \| Clouseau 20 \| – \| \| 16. Februar 2008 – 22. Februar 2008 1 Woche \| 1 \| Milow \| Coming of Age \| – \| \| 23. Februar 2008 – 29. Februar 2008 1 Woche \| 1 \| Michael Jackson \| Thriller (25th Anniversary Edition) \| – \| \| 1. März 2008 – 14. März 2008 2 Wochen \| 2 \| Amy Winehouse \| Back to Black \| – \| \| 15. März 2008 – 4. April 2008 3 Wochen \| 3 \| Nick Cave & the Bad Seeds \| Dig!!! Lazarus, Dig!!! \| – \| \| 5. April 2008 – 11. April 2008 1 Woche \| 1 \| Samson & Gert \| Hotel op stelten \| – \| \| 12. April 2008 – 18. April 2008 1 Woche \| 1 \| R.E.M. \| Accelerate \| – \| \| 19. April 2008 – 25. April 2008 1 Woche \| 1 \| Arsenal \| Lotuk \| – \| \| 26. April 2008 – 16. Mai 2008 3 Wochen \| 3 \| dEUS \| Vantage Point \| – \| \| 17. Mai 2008 – 13. Juni 2008 4 Wochen \| 4 \| Laura Lynn & Frans Bauer \| Duetten \| – \| \| 14. Juni 2008 – 20. Juni 2008 1 Woche \| 1 \| Radiohead \| The Best Of \| – \| \| 21. Juni 2008 – 4. Juli 2008 2 Wochen \| 2 \| Coldplay \| Viva la Vida or Death and All His Friends \| – \| \| 5. Juli 2008 – 29. August 2008 8 Wochen (insgesamt 10) \| 10 \| Milk Inc. \| Forever \| – \| \| 30. August 2008 – 12. September 2008 2 Wochen \| 2 \| The Cistercian Monks of Stift Heiligenkreuz \| Chant: Music for Paradise \| – \| \| 13. September 2008 – 19. September 2008 1 Woche \| 1 \| Bart Peeters \| De hemel in het klad \| – \| \| 20. September 2008 – 3. Oktober 2008 2 Wochen \| 2 \| Metallica \| Death Magnetic \| – \| \| 4. Oktober 2008 – 24. Oktober 2008 3 Wochen (insgesamt 6) \| 6 \| Marco Borsato \| Wit licht \| – \| \| 25. Oktober 2008 – 21. November 2008 4 Wochen \| 4 \| AC/DC \| Black Ice \| – \| \| 22. November 2008 – 28. November 2008 1 Woche \| 1 \| Céline Dion \| My Love – Essential Collection \| – \| \| 29. November 2008 – 5. Dezember 2008 1 Woche \| 1 \| Il Divo \| The Promise \| – \| \| 6. Dezember 2008 – 19. Dezember 2008 2 Wochen (insgesamt 10) \| 10 \| Milk Inc. \| Forever \| – \| \| 20. Dezember 2008 – 2. Januar 2009 2 Wochen \| 2 \| Enya \| And Winter Came… \| – \| |                                                  |                                                  |                                                  |                           |
| ← 2007 |                                                  |                                                  |                                                  | → 2009 →                  |
| Zeitraum | Wo. ges.                                         | Interpret                                        | Titel                                            | Zusätzliche Informationen |
| (Zeitraum, Wochen auf Platz eins, Interpret, Titel, zusätzliche Informationen) |                                                  |                                                  |                                                  |                           |
| 10. Dezember 2007 – 15. Februar 2008 9 Wochen | 9                                                | Clouseau                                         | Clouseau 20                                      | –                         |
| 16. Februar 2008 – 22. Februar 2008 1 Woche | 1                                                | Milow                                            | Coming of Age                                    | –                         |
| 23. Februar 2008 – 29. Februar 2008 1 Woche | 1                                                | Michael Jackson                                  | Thriller (25th Anniversary Edition)              | –                         |
| 1. März 2008 – 14. März 2008 2 Wochen | 2                                                | Amy Winehouse                                    | Back to Black                                    | –                         |
| 15. März 2008 – 4. April 2008 3 Wochen | 3                                                | Nick Cave & the Bad Seeds                        | Dig!!! Lazarus, Dig!!!                           | –                         |
| 5. April 2008 – 11. April 2008 1 Woche | 1                                                | Samson & Gert                                    | Hotel op stelten                                 | –                         |
| 12. April 2008 – 18. April 2008 1 Woche | 1                                                | R.E.M.                                           | Accelerate                                       | –                         |
| 19. April 2008 – 25. April 2008 1 Woche | 1                                                | Arsenal                                          | Lotuk                                            | –                         |
| 26. April 2008 – 16. Mai 2008 3 Wochen | 3                                                | dEUS                                             | Vantage Point                                    | –                         |
| 17. Mai 2008 – 13. Juni 2008 4 Wochen | 4                                                | Laura Lynn & Frans Bauer                         | Duetten                                          | –                         |
| 14. Juni 2008 – 20. Juni 2008 1 Woche | 1                                                | Radiohead                                        | The Best Of                                      | –                         |
| 21. Juni 2008 – 4. Juli 2008 2 Wochen | 2                                                | Coldplay                                         | Viva la Vida or Death and All His Friends        | –                         |
| 5. Juli 2008 – 29. August 2008 8 Wochen (insgesamt 10) | 10                                               | Milk Inc.                                        | Forever                                          | –                         |
| 30. August 2008 – 12. September 2008 2 Wochen | 2                                                | The Cistercian Monks of Stift Heiligenkreuz      | Chant: Music for Paradise                        | –                         |
| 13. September 2008 – 19. September 2008 1 Woche | 1                                                | Bart Peeters                                     | De hemel in het klad                             | –                         |
| 20. September 2008 – 3. Oktober 2008 2 Wochen | 2                                                | Metallica                                        | Death Magnetic                                   | –                         |
| 4. Oktober 2008 – 24. Oktober 2008 3 Wochen (insgesamt 6) | 6                                                | Marco Borsato                                    | Wit licht                                        | –                         |
| 25. Oktober 2008 – 21. November 2008 4 Wochen | 4                                                | AC/DC                                            | Black Ice                                        | –                         |
| 22. November 2008 – 28. November 2008 1 Woche | 1                                                | Céline Dion                                      | My Love – Essential Collection                   | –                         |
| 29. November 2008 – 5. Dezember 2008 1 Woche | 1                                                | Il Divo                                          | The Promise                                      | –                         |
| 6. Dezember 2008 – 19. Dezember 2008 2 Wochen (insgesamt 10) | 10                                               | Milk Inc.                                        | Forever                                          | –                         |
| 20. Dezember 2008 – 2. Januar 2009 2 Wochen | 2                                                | Enya                                             | And Winter Came…                                 | –                         |

## Jahreshitparaden
| ← 2007 ← | Liste der Nummer-eins-Hits in Belgien (Flandern) | Liste der Nummer-eins-Hits in Belgien (Flandern)   | Liste der Nummer-eins-Hits in Belgien (Flandern) | 2009 →   |
| \| Singles \| Position# \| Alben \| \| ---------------------------------------------------------------------------------------------------------------------------------------------------------------------- \| --------- \| -------------------------------------------------- \| \| This Is the Life Amy Macdonald Amy Elizabeth Macdonald \| 1 \| Clouseau 20 Clouseau \| \| Bleeding Love Leona Lewis Ryan B. Tedder, Jesse McCartney \| 2 \| Viva la Vida or Death and All His Friends Coldplay \| \| 4 Minutes Madonna feat. Justin Timberlake & Timbaland Floyd Nathaniel Hills, Madonna Louise Ciccone, Timothy Z. Mosley, Justin R. Timberlake \| 3 \| Forever Milk Inc. \| \| Don’t Stop the Music Rihanna Michael J. Jackson, Frankie Storm, Tor Erik Hermansen, Mikkel Storleer Eriksen \| 4 \| Back to Black Amy Winehouse \| \| No Stress Laurent Wolf feat. Eric Carter Musik: Jeremy Salomon Roger Znaty, Laurent Wolf; Text: Jean Clair Eric Rima \| 5 \| Vantage Point dEUS \| \| Mercy Duffy Stephen Andrew Booker, Aimee Ann Duffy \| 6 \| This Is the Life Amy Macdonald \| \| I Kissed a Girl Katy Perry Max Martin, Lukasz Gottwald, Katy Perry, Cathy Dennis \| 7 \| Wit licht Marco Borsato \| \| Bubbly Colbie Caillat Colbie Marie Caillat, Jason Bradford Reeves \| 8 \| Duetten Laura Lynn & Frans Bauer \| \| American Boy Estelle feat. Kanye West William Adams, Keith Harris, Joshua Lopez, Caleb Speir, John Roger Stephens, Estelle Swaray, Kanye O. West, Kweliebon Washington \| 9 \| Rockferry Duffy \| \| Mojito Song Robert Abigail Patrick Robert Abergel \| 10 \| Black Ice AC/DC \| |                                                  |                                                    |                                                  |          |
| ← 2007 |                                                  |                                                    |                                                  | → 2009 → |
| Singles | Position#                                        | Alben                                              |                                                  |          |
| This Is the Life Amy Macdonald Amy Elizabeth Macdonald | 1                                                | Clouseau 20 Clouseau                               |                                                  |          |
| Bleeding Love Leona Lewis Ryan B. Tedder, Jesse McCartney | 2                                                | Viva la Vida or Death and All His Friends Coldplay |                                                  |          |
| 4 Minutes Madonna feat. Justin Timberlake & Timbaland Floyd Nathaniel Hills, Madonna Louise Ciccone, Timothy Z. Mosley, Justin R. Timberlake | 3                                                | Forever Milk Inc.                                  |                                                  |          |
| Don’t Stop the Music Rihanna Michael J. Jackson, Frankie Storm, Tor Erik Hermansen, Mikkel Storleer Eriksen | 4                                                | Back to Black Amy Winehouse                        |                                                  |          |
| No Stress Laurent Wolf feat. Eric Carter Musik: Jeremy Salomon Roger Znaty, Laurent Wolf; Text: Jean Clair Eric Rima | 5                                                | Vantage Point dEUS                                 |                                                  |          |
| Mercy Duffy Stephen Andrew Booker, Aimee Ann Duffy | 6                                                | This Is the Life Amy Macdonald                     |                                                  |          |
| I Kissed a Girl Katy Perry Max Martin, Lukasz Gottwald, Katy Perry, Cathy Dennis | 7                                                | Wit licht Marco Borsato                            |                                                  |          |
| Bubbly Colbie Caillat Colbie Marie Caillat, Jason Bradford Reeves | 8                                                | Duetten Laura Lynn & Frans Bauer                   |                                                  |          |
| American Boy Estelle feat. Kanye West William Adams, Keith Harris, Joshua Lopez, Caleb Speir, John Roger Stephens, Estelle Swaray, Kanye O. West, Kweliebon Washington | 9                                                | Rockferry Duffy                                    |                                                  |          |
| Mojito Song Robert Abigail Patrick Robert Abergel | 10                                               | Black Ice AC/DC                                    |                                                  |          |

## Wallonien

### Singles
| ← 2007 ← | Liste der Nummer-eins-Hits in Belgien (Wallonie) | Liste der Nummer-eins-Hits in Belgien (Wallonie) | Liste der Nummer-eins-Hits in Belgien (Wallonie) | 2009 → |
| \| Zeitraum \| Wo. ges. \| Interpret \| Titel Autor(en) \| Zusätzliche Informationen \| \| (Zeitraum, Wochen auf Platz eins, Interpret, Titel, Autor[en], zusätzliche Informationen) \| \| \| \| \| \| ----------------------------------------------------------------------------------------- \| -------- \| ------------------------------------------- \| ------------------------------------------------------------------------------------------------------------------------------------------------------------------------------------ \| ------------------------------------------------------------------------------------------------------------------------------------------------------------------------------------------------------------------------------------------------------------------------------------------------------- \| \| 22. Dezember 2007 – 1. Februar 2008 6 Wochen \| 6 \| Rihanna \| Don’t Stop the Music Michael J. Jackson, Frankie Storm, Tor Erik Hermansen, Mikkel Storleer Eriksen \| – \| \| 2. Februar 2008 – 15. Februar 2008 2 Wochen (insgesamt 3) \| 3 \| Yael Naim \| New Soul Yael Naim \| – \| \| 16. Februar 2008 – 14. März 2008 4 Wochen \| 4 \| Fatal Bazooka feat. Yelle \| Parle à ma main Nicolas Laurent Patrice Brisson, Dominique Vincent Gauriaud, William Marc Emmanuel Geslin, Juru Prette, Michaël Youn \| – \| \| 15. März 2008 – 21. März 2008 1 Woche (insgesamt 3) \| 3 \| Yael Naim \| New Soul Yael Naim \| – \| \| 22. März 2008 – 25. April 2008 5 Wochen \| 5 \| Sheryfa Luna \| Il avait les mots Musik: Sylvangui Singuila Etienne Bedaya Ngaro, Luc Emile Leroy, Yann Stephane Mickael Mace; Text: Dave Mundele Siluvangi, Sylvangui Singuila Etienne Bedaya Ngaro \| – \| \| 26. April 2008 – 30. Mai 2008 5 Wochen \| 5 \| Madonna feat. Justin Timberlake & Timbaland \| 4 Minutes Floyd Nathaniel Hills, Madonna Louise Ciccone, Timothy Z. Mosley, Justin R. Timberlake \| – \| \| 31. Mai 2008 – 20. Juni 2008 3 Wochen \| 3 \| Laurent Wolf feat. Eric Carter \| No Stress Musik: Jeremy Salomon Roger Znaty, Laurent Wolf; Text: Jean Clair Eric Rima \| – \| \| 21. Juni 2008 – 18. Juli 2008 4 Wochen \| 4 \| Enrique Iglesias feat. Nâdiya \| Tired of Being Sorry (Laisse le destin l’emporter) Enrique M. Iglesias, Scott Thomas \| – \| \| 19. Juli 2008 – 29. August 2008 6 Wochen (insgesamt 8) \| 8 \| Amy Macdonald \| This Is the Life Amy Elizabeth Macdonald \| – \| \| 30. August 2008 – 5. September 2008 1 Woche \| 1 \| Mylène Farmer \| Dégénération Musik: Laurent Pierre Marie Boutonnat; Text: Mylène Jeanine Gautier \| – \| \| 6. September 2008 – 19. September 2008 2 Wochen (insgesamt 8) \| 8 \| Amy Macdonald \| This Is the Life Amy Elizabeth Macdonald \| – \| \| 20. September 2008 – 3. Oktober 2008 2 Wochen \| 2 \| William Baldé \| Rayon de soleil Musik: William Mohamed Guy Baldé, Gil Roger Yvan Gimenez; Text: William Mohamed Guy Baldé, Catherine Duval \| – \| \| 4. Oktober 2008 – 24. Oktober 2008 3 Wochen (insgesamt 4) \| 4 \| MC Solaar \| Le rabbi muffin Vladimir Cosma \| Mit seiner Verarbeitung der Filmmusik von Die Abenteuer des Rabbi Jacob, einer Louis-de-Funès-Komödie von 1973, war der französische Rapper in Belgien wesentlich erfolgreicher als in seiner Heimat. Es war seine einzige belgische Nummer eins, obwohl er 2001 bereits drei Top-10-Hits gehabt hatte. \| \| 25. Oktober 2008 – 31. Oktober 2008 1 Woche \| 1 \| Madcon \| Beggin’ Bob Gaudio, Peggy Farina \| – \| \| 1. November 2008 – 7. November 2008 1 Woche (insgesamt 4) \| 4 \| MC Solaar \| Le rabbi muffin Vladimir Cosma \| – \| \| 8. November 2008 – 30. Januar 2009 12 Wochen \| 12 \| Grégoire \| Toi + moi Grégoire Boissenot \| – \| |                                                  |                                                  | | |
| ← 2007 |                                                  |                                                  | | → 2009 → |
| Zeitraum | Wo. ges.                                         | Interpret                                        | Titel Autor(en) | Zusätzliche Informationen |
| (Zeitraum, Wochen auf Platz eins, Interpret, Titel, Autor[en], zusätzliche Informationen) |                                                  |                                                  | | |
| 22. Dezember 2007 – 1. Februar 2008 6 Wochen | 6                                                | Rihanna                                          | Don’t Stop the Music Michael J. Jackson, Frankie Storm, Tor Erik Hermansen, Mikkel Storleer Eriksen                                                                                  | – |
| 2. Februar 2008 – 15. Februar 2008 2 Wochen (insgesamt 3) | 3                                                | Yael Naim                                        | New Soul Yael Naim | – |
| 16. Februar 2008 – 14. März 2008 4 Wochen | 4                                                | Fatal Bazooka feat. Yelle                        | Parle à ma main Nicolas Laurent Patrice Brisson, Dominique Vincent Gauriaud, William Marc Emmanuel Geslin, Juru Prette, Michaël Youn                                                 | – |
| 15. März 2008 – 21. März 2008 1 Woche (insgesamt 3) | 3                                                | Yael Naim                                        | New Soul Yael Naim | – |
| 22. März 2008 – 25. April 2008 5 Wochen | 5                                                | Sheryfa Luna                                     | Il avait les mots Musik: Sylvangui Singuila Etienne Bedaya Ngaro, Luc Emile Leroy, Yann Stephane Mickael Mace; Text: Dave Mundele Siluvangi, Sylvangui Singuila Etienne Bedaya Ngaro | – |
| 26. April 2008 – 30. Mai 2008 5 Wochen | 5                                                | Madonna feat. Justin Timberlake & Timbaland      | 4 Minutes Floyd Nathaniel Hills, Madonna Louise Ciccone, Timothy Z. Mosley, Justin R. Timberlake                                                                                     | – |
| 31. Mai 2008 – 20. Juni 2008 3 Wochen | 3                                                | Laurent Wolf feat. Eric Carter                   | No Stress Musik: Jeremy Salomon Roger Znaty, Laurent Wolf; Text: Jean Clair Eric Rima                                                                                                | – |
| 21. Juni 2008 – 18. Juli 2008 4 Wochen | 4                                                | Enrique Iglesias feat. Nâdiya                    | Tired of Being Sorry (Laisse le destin l’emporter) Enrique M. Iglesias, Scott Thomas                                                                                                 | – |
| 19. Juli 2008 – 29. August 2008 6 Wochen (insgesamt 8) | 8                                                | Amy Macdonald                                    | This Is the Life Amy Elizabeth Macdonald | – |
| 30. August 2008 – 5. September 2008 1 Woche | 1                                                | Mylène Farmer                                    | Dégénération Musik: Laurent Pierre Marie Boutonnat; Text: Mylène Jeanine Gautier | – |
| 6. September 2008 – 19. September 2008 2 Wochen (insgesamt 8) | 8                                                | Amy Macdonald                                    | This Is the Life Amy Elizabeth Macdonald | – |
| 20. September 2008 – 3. Oktober 2008 2 Wochen | 2                                                | William Baldé                                    | Rayon de soleil Musik: William Mohamed Guy Baldé, Gil Roger Yvan Gimenez; Text: William Mohamed Guy Baldé, Catherine Duval                                                           | – |
| 4. Oktober 2008 – 24. Oktober 2008 3 Wochen (insgesamt 4) | 4                                                | MC Solaar                                        | Le rabbi muffin Vladimir Cosma | Mit seiner Verarbeitung der Filmmusik von Die Abenteuer des Rabbi Jacob, einer Louis-de-Funès-Komödie von 1973, war der französische Rapper in Belgien wesentlich erfolgreicher als in seiner Heimat. Es war seine einzige belgische Nummer eins, obwohl er 2001 bereits drei Top-10-Hits gehabt hatte. |
| 25. Oktober 2008 – 31. Oktober 2008 1 Woche | 1                                                | Madcon                                           | Beggin’ Bob Gaudio, Peggy Farina | – |
| 1. November 2008 – 7. November 2008 1 Woche (insgesamt 4) | 4                                                | MC Solaar                                        | Le rabbi muffin Vladimir Cosma | – |
| 8. November 2008 – 30. Januar 2009 12 Wochen | 12                                               | Grégoire                                         | Toi + moi Grégoire Boissenot | – |

### Alben
| ← 2007 ← | Liste der Nummer-eins-Hits in Belgien (Wallonie) | Liste der Nummer-eins-Hits in Belgien (Wallonie) | Liste der Nummer-eins-Hits in Belgien (Wallonie) | 2009 →                    |
| \| Zeitraum \| Wo. ges. \| Interpret \| Titel \| Zusätzliche Informationen \| \| (Zeitraum, Wochen auf Platz eins, Interpret, Titel, zusätzliche Informationen) \| \| \| \| \| \| ------------------------------------------------------------------------------ \| -------- \| ---------------- \| ----------------------------------------- \| ------------------------- \| \| 22. Dezember 2007 – 18. Januar 2008 4 Wochen \| 4 \| Florent Pagny \| Pagny chante Brel \| – \| \| 19. Januar 2008 – 25. Januar 2008 1 Woche (insgesamt 4) \| 4 \| Mika \| Life in Cartoon Motion \| – \| \| 26. Januar 2008 – 22. Februar 2008 4 Wochen \| 4 \| Christophe Maé \| Mon paradis \| – \| \| 23. Februar 2008 – 14. März 2008 3 Wochen \| 3 \| Michael Jackson \| Thriller (25th Anniversary Edition) \| – \| \| 15. März 2008 – 11. April 2008 4 Wochen \| 4 \| Les Enfoirés \| 2008: Les secrets des Enfoirés \| – \| \| 12. April 2008 – 20. Juni 2008 10 Wochen \| 10 \| Francis Cabrel \| Des roses et des orties \| – \| \| 21. Juni 2008 – 25. Juli 2008 5 Wochen (insgesamt 9) \| 9 \| Coldplay \| Viva la Vida or Death and All His Friends \| – \| \| 26. Juli 2008 – 1. August 2008 1 Woche \| 1 \| Laurent Voulzy \| Recollection \| – \| \| 2. August 2008 – 29. August 2008 4 Wochen (insgesamt 9) \| 9 \| Coldplay \| Viva la Vida or Death and All His Friends \| – \| \| 30. August 2008 – 5. September 2008 1 Woche \| 1 \| Quentin Mosimann \| Duel \| – \| \| 6. September 2008 – 26. September 2008 3 Wochen \| 3 \| Mylène Farmer \| Point de suture \| – \| \| 27. September 2008 – 10. Oktober 2008 2 Wochen \| 2 \| Julien Clerc \| Où s’en vont les avions? \| – \| \| 11. Oktober 2008 – 24. Oktober 2008 2 Wochen \| 2 \| Christophe Maé \| Comme à la maison \| – \| \| 25. Oktober 2008 – 31. Oktober 2008 1 Woche \| 1 \| Bénabar \| Infréquentable \| – \| \| 1. November 2008 – 14. November 2008 2 Wochen \| 2 \| AC/DC \| Black Ice \| – \| \| 15. November 2008 – 28. November 2008 2 Wochen \| 2 \| Johnny Hallyday \| Ça ne finira jamais \| – \| \| 29. November 2008 – 5. Dezember 2008 1 Woche \| 1 \| Zazie \| Zest of Zazie \| – \| \| 6. Dezember 2008 – 6. März 2009 13 Wochen \| 13 \| Seal \| Soul \| – \| |                                                  |                                                  |                                                  |                           |
| ← 2007 |                                                  |                                                  |                                                  | → 2009 →                  |
| Zeitraum | Wo. ges.                                         | Interpret                                        | Titel                                            | Zusätzliche Informationen |
| (Zeitraum, Wochen auf Platz eins, Interpret, Titel, zusätzliche Informationen) |                                                  |                                                  |                                                  |                           |
| 22. Dezember 2007 – 18. Januar 2008 4 Wochen | 4                                                | Florent Pagny                                    | Pagny chante Brel                                | –                         |
| 19. Januar 2008 – 25. Januar 2008 1 Woche (insgesamt 4) | 4                                                | Mika                                             | Life in Cartoon Motion                           | –                         |
| 26. Januar 2008 – 22. Februar 2008 4 Wochen | 4                                                | Christophe Maé                                   | Mon paradis                                      | –                         |
| 23. Februar 2008 – 14. März 2008 3 Wochen | 3                                                | Michael Jackson                                  | Thriller (25th Anniversary Edition)              | –                         |
| 15. März 2008 – 11. April 2008 4 Wochen | 4                                                | Les Enfoirés                                     | 2008: Les secrets des Enfoirés                   | –                         |
| 12. April 2008 – 20. Juni 2008 10 Wochen | 10                                               | Francis Cabrel                                   | Des roses et des orties                          | –                         |
| 21. Juni 2008 – 25. Juli 2008 5 Wochen (insgesamt 9) | 9                                                | Coldplay                                         | Viva la Vida or Death and All His Friends        | –                         |
| 26. Juli 2008 – 1. August 2008 1 Woche | 1                                                | Laurent Voulzy                                   | Recollection                                     | –                         |
| 2. August 2008 – 29. August 2008 4 Wochen (insgesamt 9) | 9                                                | Coldplay                                         | Viva la Vida or Death and All His Friends        | –                         |
| 30. August 2008 – 5. September 2008 1 Woche | 1                                                | Quentin Mosimann                                 | Duel                                             | –                         |
| 6. September 2008 – 26. September 2008 3 Wochen | 3                                                | Mylène Farmer                                    | Point de suture                                  | –                         |
| 27. September 2008 – 10. Oktober 2008 2 Wochen | 2                                                | Julien Clerc                                     | Où s’en vont les avions?                         | –                         |
| 11. Oktober 2008 – 24. Oktober 2008 2 Wochen | 2                                                | Christophe Maé                                   | Comme à la maison                                | –                         |
| 25. Oktober 2008 – 31. Oktober 2008 1 Woche | 1                                                | Bénabar                                          | Infréquentable                                   | –                         |
| 1. November 2008 – 14. November 2008 2 Wochen | 2                                                | AC/DC                                            | Black Ice                                        | –                         |
| 15. November 2008 – 28. November 2008 2 Wochen | 2                                                | Johnny Hallyday                                  | Ça ne finira jamais                              | –                         |
| 29. November 2008 – 5. Dezember 2008 1 Woche | 1                                                | Zazie                                            | Zest of Zazie                                    | –                         |
| 6. Dezember 2008 – 6. März 2009 13 Wochen | 13                                               | Seal                                             | Soul                                             | –                         |

## Jahreshitparaden
| ← 2007 ← | Liste der Nummer-eins-Hits in Belgien (Wallonie) | Liste der Nummer-eins-Hits in Belgien (Wallonie)   | Liste der Nummer-eins-Hits in Belgien (Wallonie) | 2009 →   |
| \| Singles \| Position# \| Alben \| \| ------------------------------------------------------------------------------------------------------------------------------------------------------------------------------------------------- \| --------- \| -------------------------------------------------- \| \| Parle à ma main Fatal Bazooka feat. Yelle Nicolas Laurent Patrice Brisson, Dominique Vincent Gauriaud, William Marc Emmanuel Geslin, Juru Prette, Michaël Youn \| 1 \| 2008: Les secrets des Enfoirés Les Enfoirés \| \| Don’t Stop the Music Rihanna Michael J. Jackson, Frankie Storm, Tor Erik Hermansen, Mikkel Storleer Eriksen \| 2 \| Des roses et des orties Francis Cabrel \| \| This Is the Life Amy Macdonald Amy Elizabeth Macdonald \| 3 \| Mon paradis Christophe Maé \| \| No Stress Laurent Wolf feat. Eric Carter Musik: Jeremy Salomon Roger Znaty, Laurent Wolf; Text: Jean Clair Eric Rima \| 4 \| Repenti Renan Luce \| \| Apologize Timbaland presents OneRepublic Ryan B. Tedder \| 5 \| Pagny chante Brel Florent Pagny \| \| New Soul Yael Naim \| 6 \| Viva la Vida or Death and All His Friends Coldplay \| \| Il avait les mots Sheryfa Luna Musik: Sylvangui Singuila Etienne Bedaya Ngaro, Luc Emile Leroy, Yann Stephane Mickael Mace; Text: Dave Mundele Siluvangi, Sylvangui Singuila Etienne Bedaya Ngaro \| 7 \| Je sais que la terre est plate Raphaël \| \| Tired of Being Sorry (Laisse le destin l’emporter) Enrique Iglesias feat. Nâdiya Enrique M. Iglesias, Scott Thomas \| 8 \| Back to Black Amy Winehouse \| \| Alive! Mondotek Stephan Endemann, Dragan Hecimovic \| 9 \| Comme un manouche sans guitare Thomas Dutronc \| \| Tourner ma page Jenifer Musik: Jenifer Yaël Juliette Dadouche, Maxim Nucci; Text: David Verlant \| 10 \| Yael Naim \| |                                                  |                                                    |                                                  |          |
| ← 2007 |                                                  |                                                    |                                                  | → 2009 → |
| Singles | Position#                                        | Alben                                              |                                                  |          |
| Parle à ma main Fatal Bazooka feat. Yelle Nicolas Laurent Patrice Brisson, Dominique Vincent Gauriaud, William Marc Emmanuel Geslin, Juru Prette, Michaël Youn | 1                                                | 2008: Les secrets des Enfoirés Les Enfoirés        |                                                  |          |
| Don’t Stop the Music Rihanna Michael J. Jackson, Frankie Storm, Tor Erik Hermansen, Mikkel Storleer Eriksen | 2                                                | Des roses et des orties Francis Cabrel             |                                                  |          |
| This Is the Life Amy Macdonald Amy Elizabeth Macdonald | 3                                                | Mon paradis Christophe Maé                         |                                                  |          |
| No Stress Laurent Wolf feat. Eric Carter Musik: Jeremy Salomon Roger Znaty, Laurent Wolf; Text: Jean Clair Eric Rima | 4                                                | Repenti Renan Luce                                 |                                                  |          |
| Apologize Timbaland presents OneRepublic Ryan B. Tedder | 5                                                | Pagny chante Brel Florent Pagny                    |                                                  |          |
| New Soul Yael Naim | 6                                                | Viva la Vida or Death and All His Friends Coldplay |                                                  |          |
| Il avait les mots Sheryfa Luna Musik: Sylvangui Singuila Etienne Bedaya Ngaro, Luc Emile Leroy, Yann Stephane Mickael Mace; Text: Dave Mundele Siluvangi, Sylvangui Singuila Etienne Bedaya Ngaro | 7                                                | Je sais que la terre est plate Raphaël             |                                                  |          |
| Tired of Being Sorry (Laisse le destin l’emporter) Enrique Iglesias feat. Nâdiya Enrique M. Iglesias, Scott Thomas | 8                                                | Back to Black Amy Winehouse                        |                                                  |          |
| Alive! Mondotek Stephan Endemann, Dragan Hecimovic | 9                                                | Comme un manouche sans guitare Thomas Dutronc      |                                                  |          |
| Tourner ma page Jenifer Musik: Jenifer Yaël Juliette Dadouche, Maxim Nucci; Text: David Verlant | 10                                               | Yael Naim                                          |                                                  |          |